# Lathum
Lathum est un village situé dans la commune néerlandaise de Zevenaar, dans la province de Gueldre. Le 1er janvier 2007, le village comptait 550 habitants.